# 스즈키 레이코
스즈키 레이코(일본어: 鈴木 れい子, 1944년 8월 15일 ~ )는 일본의 여성 성우. 도쿄도 출신. 아트비전 소속.

## 출연 작품

### 극장판 애니메이션
2024년
- 극장판 짱구는 못말려: 우리들의 공룡일기 (키타모토)